# Martiri coreani
I martiri coreani sono religiosi e laici cattolici, vittime delle persecuzioni religiose avvenute in Corea tra il XVIII e il XIX secolo.
Di essi, 103 furono canonizzati a Seul da papa Giovanni Paolo II il 6 maggio 1984, mentre altri 124 furono beatificati da papa Francesco il 16 agosto 2014.
Del gruppo dei santi fanno parte Andrea Kim Taegon, primo presbitero coreano, e Paolo Chong Hasang, catechista, oltre a tre vescovi e otto sacerdoti missionari, membri della Società per le Missioni Estere di Parigi. La loro memoria liturgica è il 20 settembre.
Del gruppo dei beati fanno parte Paolo Yun Ji-chung e 123 compagni, mentre la memoria liturgica non è collettiva ma legata alle singole celebrazioni.

## Storia
La Chiesa cattolica coreana, fondata nel XVII secolo da alcuni laici, subì le prime persecuzioni alla fine del XVIII secolo.
Dopo l'editto emanato da re Sunjo nel 1802 e le stragi di cristiani che ne seguirono, questi ultimi, rimasti senza guide spirituali, chiesero al papa di avere nuovi sacerdoti; solo nel 1837 però furono inviati il vescovo Lorenzo Imbert e i presbiteri Pietro Maubant e Giacomo Chastan, appartenenti alla Società per le Missioni Estere di Parigi, ma furono martirizzati due anni dopo.
In seguito Andrea Kim Taegon ottenne l'ingresso nel paese di un vescovo e di un sacerdote, e da quel momento la presenza di religiosi cattolici divenne stabile nonostante le persecuzioni, che infuriarono fino al 1866 provocando la morte di più di diecimila martiri. Nel 1882 il governo concesse la libertà religiosa.
Dal 1900 le loro spoglie riposano nella cripta della Cattedrale di Myeong-dong.

## Elenco dei martiri
Elenco dei nomi, con la data e il luogo del martirio.

### Santi
- Pietro Yi Ho-yong, laico; 25 novembre 1838, Seul (Corea del Sud).
- Protasio Chong Kuk-bo, laico sposato; 20 maggio 1839, Seul.
- Maddalena Kim Ob-i, laica sposata.
- Anna Pak A-gi, laica sposata.
- Agata Yi So-sa, laica sposata e sorella di Pietro Yi Ho-Yong.
- Agata Kim A-gi, laica sposata.
- Agostino Yi Kwang-hon, laico sposato e catechista.
- Barbara Han A-gi, laica sposata.
- Lucia Pak Hui-sun, laica.
- Damiano Nam Myong-hyok, laico sposato e catechista.
- Pietro Kwon Tug-in, laico sposato; 24 maggio 1839, Seul.
- Giuseppe Chang Song-jib, laico sposato; 27 maggio 1839, Seul.
- Barbara Kim, laica sposata.
- Barbara Yi, adolescente; 27 maggio 1839, Seul.
- Rosa Kim No-sa, laica sposata.
- Marta Kim Song-im, laica sposata.
- Teresa Yi Mae-im, laica.
- Anna Kim Chang-gum, laica sposata.
- Giovanni Battista Yi Kwang-hon, laico e catechista.
- Maddalena Yi Yong-hui, laica.
- Lucia Kim Nu-sia, giovane laica.
- Maria Won Kwi-im, giovane laica; 20 luglio 1839, Seul.
- Maria Pak K'un-agi, laica.
- Barbara Kwon Hui, laica sposata.
- Giovanni Pak Hu-Jae, laico sposato.
- Barbara Yi Chong-Hui, laica sposata.
- Maria Yi Yon-Hui, laica sposata.
- Agnese Kim Hyo-Ch'u, giovane laica; 3 settembre 1839, Seul.
- Francesco Ch'Oe Kyong-hwan, laico e catechista; 12 settembre 1839, Seul.
- Lorenzo Maria Giuseppe Imbert, vescovo, Vicario apostolico di Corea.
- Pietro Filiberto Maubant, sacerdote.
- Giacomo Onorato Chastan, sacerdote; 21 settembre 1839, Sai-Nam-Hte.
- Paolo Chong Ha-Sang, laico e catechista.
- Agostino Yu Chin-Kil, laico sposato; 22 settembre 1839, Seul.
- Maddalena Ho Kye-Im, laica sposata.
- Sebastiano Nam I-Gwan, laico e catechista.
- Giulitta Kim, laica.
- Agata Chon Kyong-Hyob, laica.
- Carlo Cho Shin Ch'ol, laico.
- Ignazio Kim Che-Jun, laico sposato.
- Maddalena Pak Pong-Son, laica sposata.
- Perpetua Hong Kum-Ju, laica sposata.
- Colomba Kim Hyo-im, laica; 26 settembre 1839, Seul.
- Lucia Kim, laica sposata; settembre 1839, Seul.
- Caterina Yi, vedova laica.
- Maddalena Cho, laica; settembre 1839, Seul.
- Pietro Yu Tae-Ch'ol, adolescente; 21 ottobre 1839, Seul.
- Cecilia Yu So-sa, laica sposata; 23 novembre 1839, Seul.
- Barbara Cho Chung-i, laica sposata
- Maddalena Han Yong-i, laica sposata
- Pietro Ch'oe Ch'ang-hub, laico sposato e catechista
- Benedetta Hyong Kyong-nyon, laica sposata e catechista
- Elisabetta Chong Chong-hye, laica
- Barbara Ko Sun-i, laica sposata
- Maddalena Yi Yong-dok, laica; 29 dicembre 1839, Seul.
- Teresa Kim, vedova laica.
- Agata Yi, giovane laica; 9 gennaio 1840, Seul.
- Stefano Min Kuk-Ka, vedovo laico e catechista; 20 gennaio 1840, Seul.
- Andrea Chong Hwa-Gyong, laico e catechista; 23 gennaio 1840, Seul.
- Paolo Ho Hyob, laico; 30 gennaio 1840, Seul.
- Agostino Pak Chong-won, laico sposato e catechista.
- Pietro Hong Pyong-ju, laico e catechista.
- Maddalena Son So-byok, laica sposata.
- Agata Yi Kyong-i, laica.
- Maria Yi In-dok, giovane laica.
- Agata Kwon Chin-i, giovane laica sposata; 31 gennaio 1840, Dangkogae.
- Paolo Hong Yong-ju, laico e catechista.
- Giovanni Yi Mun-u, laico sposato.
- Barbara Ch'oe Yong-i (o Barbara Choe Yeong-i), giovane laica sposata; 1º febbraio 1840, Seul.
- Antonio Kim Song-u, laico sposato e catechista; 29 aprile 1841, Tangkogae.
- Andrea Kim Taegon, sacerdote; 16 settembre 1846, Sai-Nam-Hte.
- Carlo Hyon Song-mun, laico e catechista; 19 settembre 1846, Sai-Nam-Hte.
- Pietro Nam Kyong-mun, laico sposato e catechista.
- Lorenzo Han I-hyong, laico sposato e catechista.
- Susanna U Sur-im, vedova laica.
- Giuseppe Im Ch'i-p'ek, laico sposato.
- Teresa Kim Im-i, laica.
- Agata Yi Kan-nan, vedova laica.
- Caterina Chong Ch'or-yom, laica sposata; 20 settembre 1846, Seul.
- Pietro Yu Chong-Nyul, laico sposato; 17 febbraio 1866, Pyongyang.
- Simeone Francesco Berneux, vescovo della Società per le Missioni Estere di Parigi e Vicario apostolico di Corea.
- Simone Maria Giusto Ranfer de Bretenières, sacerdote della Società Parigina per le Missioni Estere.
- Pietro Enrico Dorie, sacerdote della Società per le Missioni Estere di Parigi.
- Bernardo Luigi Beaulieu, sacerdote della Società per le Missioni Estere di Parigi; 7 marzo 1866, Sai-Nam-Hte.
- Giovanni Battista Nam Chong-Sam, laico; 7 marzo 1866, Seul.
- Giovanni Battista Chon Chang-Un, laico.
- Pietro Ch'oe Hyong, laico e catechista; 9 marzo 1866, Nei-Ko-Ri.
- Marco Chong Ui-Bae, laico, vedovo e catechista.
- Alessio U Se-Yong, giovane laico; 11 marzo 1866, Seul.
- Antonio Daveluy, vescovo della Società per le Missioni Estere di Parigi e coadiutore del vicario apostolico di Corea.
- Martino Luca Huin, sacerdote della Società per le Missioni Estere di Parigi.
- Pietro Aumaître, sacerdote della Società per le Missioni Estere di Parigi.
- Giuseppe Chang Chu-Gi, laico e catechista.
- Luca Hwang Sok-Tu, laico sposato e catechista.
- Tommaso Son Cha-Son, laico; 30 marzo 1866, Su-Ryong.
- Bartolomeo Chong Mun-ho, laico.
- Pietro Cho Hwa-so, laico sposato, padre di Giuseppe Cho Yun-ho.
- Pietro Son Son-j, laico sposato e catechista.
- Pietro Yi Myong-so, laico sposato.
- Giuseppe Han Won-so, laico e catechista.
- Pietro Chong Won-ji, giovane laico sposato; 13 dicembre 1866, Tiyen-Tiyon.
- Giuseppe Cho Yun-ho, giovane laico e catechista, figlio di Pietro Cho Hwa-so; 23 dicembre 1866, Tiyen-Tiyon.
- Giovanni Yi Yun-Il, laico sposato; 21 gennaio 1867, Taegu.

### Beati
- Paolo Yun Ji-chung e Giacomo Kwon Sang-yeon, Laici, 8 dicembre
- Pietro Wong Si-jang, Laico, 28 gennaio
- Paolo Yun Yu-il, Catechista, 28 giugno
- Mattia Choe In-gil, Laico, 28 giugno
- Saba Ji Hwang, Laico, 28 giugno
- Paolo Yi Do-gi, Laico, 24 luglio
- Francesco Bang, Laico, 21 gennaio
- Lorenzo Pak Chwi-deuk, Laico, 3 aprile
- Giacomo Won Si-bo, Laico, 17 aprile 1799
- Pietro Jeong San-pil, Catechista, giorno ignoto del 1799
- Francesco Bae Gwan-gyeom, Laico, 7 gennaio
- Martino In Eon-min, Laico, 9 gennaio
- Francesco Yi Bo-hyeon, Laico, 9 gennaio
- Pietro Jo Yong-sam Celibe, 27 marzo
- Barbara Sim A-gi Vergine, primi di aprile
- Giovanni Choe Chang-hyeon Catechista, 8 aprile
- Agostino Jeong Yak-jong Catechista, 8 aprile
- Francesco Saverio Hong Gyo-man, Laico, 8 aprile
- Tommaso Choe Pil-gong, Responsabile, Laico, 8 aprile
- Luca Hong Nak-min, Laico, 8 aprile
- Marcellino Choe Chang-ju, Laico, 25 aprile
- Martino Yi Jung-bae, Laico, 25 aprile
- Giovanni Won Gyeong-do, Laico, 25 aprile
- Giacomo Yun Yu-o, Laico, 27 aprile
- Barnaba Kim I-u, Laico, maggio
- Pietro Choe Pil-je, Laico, 14 maggio
- Lucia Yun Un-hye, Laica, coniugata, 14 maggio
- Candida Jeong Bok-hye Vedova, 14 maggio
- Taddeo Jeong In-hyeok, Laico, 14 maggio
- Carlo Jeong Cheol-sang, Laico, coniugato, 14 maggio
- Giacomo Zhou Wen-mo, Sacerdote, 31 maggio
- Paolo Yi Guk-seung, Laico, luglio 1801
- Colomba Kang Wan-suk, Catechista, 2 luglio
- Susanna Kang Gyeong-bok, Vergine, 2 luglio
- Matteo Kim Hyeon-u, Laico, 2 luglio
- Viviana Mun Yeong-in, Vergine, 2 luglio
- Giuliana Kim Yeon-i Liaison C.C.F.
- Antonio Yi Hyeon N.C.F.
- Ignazio Choe In-cheol, Laico, (fratello di Mattia Choe In-gil), 2 luglio
- Agata Han Sin-ae, Laica, 2 luglio
- Barbara Jeong Sun-mae, Vergine, 3 o 4 luglio
- Agata Yun Jeom-hye Catechista e vergine, 4 luglio
- Andrea Kim Gwang-ok, Laico, 25 agosto
- Pietro Kim Jeong-deuk, Laico, 25 agosto
- Stanislao Han Jeong-heum, Laico, 26 agosto
- Mattia Choe Yeo-gyeom, Laico, 27 agosto
- Andrea Kim Cheon-ae, Laico, 27 o 28 agosto
- Francesco Kim Jong-gyo, Laico, 4 ottobre
- Filippo Hong Pil-ju, Laico, 4 ottobre
- Agostino Yu Hang-geom, Catechista, 24 ottobre
- Francesco Yun Ji-heon, Laico, 24 ottobre
- Giovanni Yu Jung-cheol, Laico, (marito di Lutgarda Yi sun-i), 14 novembre
- Giovanni Yu Mun-seok, Laico, 14 novembre
- Floro Hyeon Gye-heum, Laico, 10 dicembre
- Francesco Kim Sa-jip, Laico, 25 gennaio
- Gervaso Son Gyeong-yun, Catechista, 29 gennaio
- Carlo Yi Gyeong-do, Laico, 29 gennaio
- Simone Kim Gye-wan Ministrante, 29 gennaio
- Barnaba Jeong Gwang-su, Laico, (fratello di Barbara Jeong Sun-mae), 29 gennaio
- Antonio Hong Ik-man, Laico, 29 gennaio
- Tommaso Han Deok-un, Laico, 30 gennaio
- Simone Hwang Il-gwang, Laico, 30 gennaio
- Leone Hong In, Laico, 30 gennaio
- Sebastiano Kwon Sang-mun, Laico, 30 gennaio
- Lutgarda Yi Sun-i, Laica, (moglie vergine di Giovanni Yu Jung-cheol), 31 gennaio
- Matteo Yu Jung-seong, Laico, 31 gennaio
- Pio Kim Jin-hu, Laico, 1º dicembre
- Agata Maddalena Kim Yun-deok, Laica, fine aprile o primi di maggio
- Alessio Kim Si-u, Laico, tra maggio e giugno del calendario lunare
- Francesco Choe Bong-han, Laico, maggio del calendario lunare
- Simone Kim Gang-i, Laico, 5 dicembre
- Andrea Seo Seok-bong, Laico, fine 1815
- Francesco Kim Hui-seong, Laico, 19 dicembre
- Barbara Ku Seong-yeol, Laica, coniugata, 19 dicembre
- Anna Yi Si-im, Vedova, 19 dicembre
- Pietro Ko Seong-dae, Laico, 19 dicembre
- Giuseppe Ko Seong-un, Laico, 19 dicembre
- Andrea Kim Jong-han, Laico, 19 dicembre
- Giacomo Kim Hwa-chun, Laico, 19 dicembre
- Pietro Jo Suk, Laico, (marito di Teresa Kwon Cheon-rye), dopo il 10 agosto
- Teresa Kwon Cheon-rye, Laica, (moglie di Pietro Jo Suk), dopo il 10 agosto
- Paolo Yi Gyeong-eon, Laico, 27 giugno
- Paolo Pak Gyeong-hwa, Laico, 15 novembre
- Ambrogio Kim Se-bak, Laico, 3 dicembre 1828
- Riccardo An Gun-sim, Laico, giorno ignoto
- Andrea Yi Jae-haeng, Laico, 26 maggio
- Andrea Pak Sa-ui, Laico, 26 maggio
- Andrea Kim Sa-geon, Laico, 26 maggio
- Giobbe Yi Il-eon, Laico, 29 maggio
- Pietro Sin Tae-bo, Laico, 29 maggio
- Pietro Yi Tae-gwon, Laico, 29 maggio
- Paolo Jeong Tae-bong, Laico, 29 maggio
- Pietro Kim Dae-gwon, Laico, 29 maggio
- Giovanni Choe Hae-seong, Catechista, 6 settembre
- Anastasia Kim Jo-i, Laica, coniugata, ottobre
- Barbara Sim Jo-i, Madre di famiglia, 11 novembre
- Anastasia Yi Bong-geum, Vergine, 5 o 6 dicembre
- Brigida Choe, Vedova, + 8 o 9 dicembre
- Protaso Hong Jae-yeong, Laico, 4 gennaio
- Barbara Choe Jo-i, Vedova, 4 gennaio
- Maddalena Yi Jo-i, Vedova, 4 gennaio
- Giacomo Oh Jong-rye, Giovane, Laico, 4 gennaio
- Maria Yi Seong-rye, Laica, 31 gennaio
- Tommaso Jang, Laico, giorno ignoto
- Taddeo Ku Han-seon, Giovane ministrante, giorno ignoto
- Paolo Oh Ban-ji, Laico, 26 o 27 marzo
- Marco Sin Seok-bok, Laico, + 31 o 18 marzo 1866 a Taegu
- Stefano Kim Won-jung, Laico, 16 dicembre
- Benedetto Song, Laico, giorno ignoto
- Pietro Song, Laico, giorno ignoto
- Anna Yi, Madre di famiglia, giorno ignoto
- Felice Pietro Kim Gi-ryang, Laico, gennaio
- Mattia Pak Sang-geun, Laico, gennaio
- Antonio Jeong Chan-mun Laico, 25 gennaio
- Giovanni Yi Jeong-sik Catechista, settembre
- Martino Yang Jae-hyeon, Laico, settembre
- Pietro Yi Yang-deung, Catechista, 14 settembre
- Luca Kim Jong-ryun, Laico, 14 settembre
- Giacomo Heo In-baek, Laico, 14 settembre
- Francesco Pak Gyeong-jin, Laico coniugato (marito di Margherita Oh), 28 settembre
- Margherita Oh, Laica coniugata (moglie di Francesco Pak Gyeong-jin), 28 settembre
- Vittorino Pak Dae-sik, Laico, 12 ottobre
- Giuseppe Yun Bong-mun, Catechista, 1º aprile